# Доброва-Полхов Градець
Община Доброва-Полхов Градець (словен. Občina Dobrepolje) — одна з общин в центральній Словенії. Адміністративними центрами є міста Доброва і Полхов Градець.

## Населення
У 2011 році в общині проживало 7402 осіб, 3711 чоловіків і 3691 жінок. Чисельність економічно активного населення (за місцем проживання), 3074 осіб. Середня щомісячна чиста заробітна плата одного працівника (EUR), 920,53 (в середньому по Словенії 987.39). Приблизно кожен другий житель у громаді має автомобіль (54 автомобілі на 100 жителів). Середній вік жителів склав 39,2 роки (в середньому по Словенії 41.8). 